# Ласло Кевер
Ла́сло Ке́вер (угор. Kövér László; нар. 29 грудня 1959, Папа) — угорський політичний діяч, спікер Національних зборів Угорщини з 6 серпня 2010 року. Член-засновник партії «Фідес — Угорський громадянський союз» (з 1988 року).

## Біографія
Народився в місті Папа. Є членом-засновником партії Фідес (1988 рік). Був активним учасником дискусії за круглим столом з опозицією 1989 року. Член парламенту з 1990 року. Очолював свою політичну групу на Національних зборах; очолював Комітет з національної безпеки протягом двох термінів. У 2000–2001 роках — голова партії.
У 1996–2009 роках був членом Ради угорської Асоціації цивільного співробітництва. Член Ради угорської Асоціації міжнародного дитячого обслуговування безпеки з 1990 року, був її президентом з 1994 року. Обіймав посаду міністра без портфеля, відповідальним за цивільні спецслужби, в уряді Віктора Орбана (1998–2000).
22 липня 2010 був обраний спікером Національних зборів Угорщини; вступив на посаду 6 серпня 2010, змінивши свого попередника Пала Шмітта, обраного президентом Угорщини.
З 2 квітня до 9 травня 2012 року, після відходу у відставку Пала Шмітта, був виконувачем обов'язків президента Угорщини.
5 червня 2022 року Сибіга Андрій Іванович назвав Кевера «недополітиком» згадавши прислів'я Осла взнаєш по вухах, а дурня — по балачках ("He who is guilty is the one that has much to say").